# Instituto Nacional de Cardiología
El Instituto Nacional de Cardiología Ignacio Chávez es una institución de atención médica, enseñanza e investigación científica perteneciente a la Secretaría de Salud de México cuya especialidad es la cardiología. Forma parte de los Institutos Nacionales de Salud, un sistema de 13 institutos de investigación en ciencias biomédicas en los que se brindan servicios de salud pública y docencia a la población en general, destacando entre los mejores de su tipo en Latinoamérica.

## Historia
Fue inaugurado el 18 de abril de 1944 por el entonces presidente de México, Manuel Ávila Camacho siendo su primera sede en la Avenida Cuauhtémoc de la Ciudad de México, en 1951 después de 25 años de operación en dicha sede, a iniciativa del entonces director Ignacio Chávez se opta por cambiar a una nueva de sede con superficie de 62,000 m² en la delegación Tlalpan, siendo ésta inaugurada el 17 de octubre de 1976
por el entonces presidente de México, Luis Echeverría. Cabe destacar que esta institución fue la primera en su tipo en todo el mundo, con la misión de ser un centro de atención médica, enseñanza e investigación dedicado a la Cardiología.

## Directores
- Ignacio Chávez (1944 - 1961, 1975 - 1979)
- Salvador Aceves (1961 - 1965)
- Manuel Vaquero (1965 - 1971)
- Jorge Espino Vela (1971 - 1975)
- Jorge Soní Cassani (1979 - 1989)
- Ignacio Chávez Rivera (1989 - 1999)
- Fause Attie Cury (1999 - 2009)
- Marco Antonio Martínez Ríos (2009 - 2019)
- Jorge Gaspar Hernández (2019 - actualidad)